# Money (programma televisivo)
Money  è un programma televisivo di Odeon TV condotto da Cosimo Pastore, già caporedattore per sette anni a Telecampione.

## Storia del programma
Soldi va in onda su Odeon TV per 10 anni, nel 2000 viene trasmesso nel network Circuito Italia3 anche via satellite su Stream News.
Money è stato il primo Talk show italiano dedicato alla finanza delle personale.
Money è una rubrica dedicata alla finanza personale, di approfondimento economico-finanziario costituita da brevi notizie, interviste in studio a ospiti delle stesse aree tematiche; sull'imprenditoria giovanile, sulle startup, sull'occupazione, sugli investimenti, sui fondi, collegamenti con la Borsa di Piazza degli Affari (sull'andamento del mercato, degli indici, dei titoli azionari, dello spread e dei cambi) con il supporto di grafici; analisi sul mondo del lavoro, sul risparmio gestito, sul fisco, sul credito, sulla politica economica, sui sistemi bancari e le banche, eccetera. 
Gisella Donadoni è stata per lungo tempo coautrice del programma.